# Kenth Olsson
Kenth Olsson född 1958, är en svensk historiker utbildad på Lunds universitet. Han är inte längre anställd vid lärosätet.

## Priser och utmärkelser
- Lengertz litteraturpris 1999